# Церковь Христа Спасителя (Санкт-Петербург)
Церковь Христа Спасителя — несохранившаяся евангелическо-лютеранская церковь с латышско-немецким приходом в Санкт-Петербурге. Находилась по адресу Загородный проспект, 62/1.

## История
Первоначально латыши, жившие в Санкт-Петербурге, относились к приходу святого Михаила, где в 1835 году по указу императора для них был назначен специальный проповедник. В 1845 году начата постройка собственного здания, которое было освящено 3 марта 1849 года. На строительство церкви Николай I выделил 12 тысяч рублей, а латышский купец Петер Янис 10 тысяч. Активное участие в организации прихода принял барон Иван Фитингоф, командир лейб-гвардии Кавалергардского полка. Так как около четверти прихожан составляли немцы, то для них был собственный проповедник. При церкви функционировали школа и приют. Со временем прихожанам церкви стало около 10 тысяч человек, что вызвало потребность в постройке нового здания, однако это не было реализовано.
Церковь была закрыта в 1938 году «по требованию рабочих-латышей». Здание было разрушено. Вероятно, больше всего пострадало во время Великой Отечественной войны, так как здание существовало до 1945 года.
В течение длительного времени то есть (не менее 15 лет) Санкт-Петербургская латышская община, изначально именуемая приходом Христа Спасителя, собиралась в евангелическо-лютеранском храме Святого Михаила, территория которого по сей день предоставляется для богослужений и иным протестантским конфессиям.

## Архитектура
Первоначальный проект осуществлял Василий Морган (1846), строительство — Оттон Бремер (1847—1849). Позже церковь перестраивали и расширяли.

## Пасторы, служившие в приходе
- Вильгельм фон Книрием (нем. Wilhelm von Knieriem) (1835—1849)
- Мориц Конради (нем. Moritz Conradi) (1849—1850)

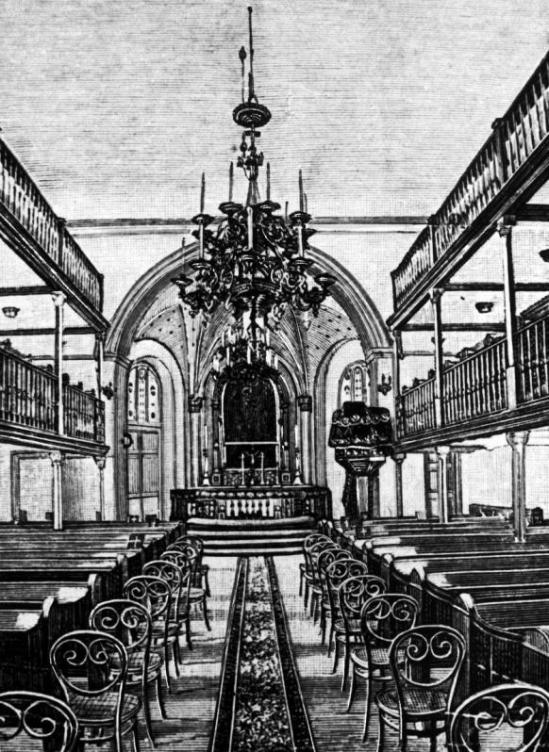
Интерьер церкви. Гравюра XIX в.

- Юлиус Вильгельм Теофиль фон Рихтер (1850—1871)
- Эдуард Кристиф Херценберг (нем. Eduard Christiph Herzenberg) (1853—1859)
- Херманн Шталь, адъюнкт (нем. Hermann Stahl, Adjunkt) (1859—1861)
- Карл Шиллинг, адъюнкт (нем. Karl Schilling, Adjunkt) (1861—1869)
- Роберт Фридрих Хасенъягер (нем. Robert Friderich Hasenjaeger) (1872—1875)
- Георг Теодор Зееберг (нем. Georg Theodor Seeberg) (1872—1883)
- Роберт Эммануэль Хессе (нем. Robert Emanuel Hesse) (1875—1878)
- Йоханнес Херманн Керстен (нем. Johannes Hermann Kersten (1878—1891)
- Йоханн Сандерс (нем. Johann Sanders (1885 — 1906))
- Вильгельм Райманн, адъюнкт (нем. Wilhelm Reimann, Adjunkt) (1888—1889)
- Карл Фридрих Вальтер (нем. Karl Friedrich Walter) (1894—1900)
- Йоханн Грюнберг (нем. Johann Gruenberg) (1901—1926)
- Курт Мюсс (нем. Kurt Muss) (1926—1929)[2].